# Asplundia acuminata
Asplundia acuminata är en enhjärtbladig växtart som först beskrevs av Hipólito Ruiz López och Pav., och fick sitt nu gällande namn av Gunnar Wilhelm Harling. Asplundia acuminata ingår i släktet Asplundia och familjen Cyclanthaceae.
Artens utbredningsområde är Peru. Inga underarter finns listade.